# 百日战纪 -最终防卫学园-
《百日战纪 -最终防卫学园-》是由Aniplex于2025年4月24日发行的文字冒险游戏。

## 概要
此次的新作由《弹丸论破》系列的制作人小高和刚与《极限脱出》系列的制作人打越钢太郎联手制作，以“极限和绝望”为主题挑战100天的战争。游戏在2024年6月18日的任天堂直面会首次公布。 

## 玩法
《百日战纪》的玩法在视觉小说的日常环节和战术角色扮演的战斗环节之间交替进行。在战斗中，主角澄野拓海和最终防卫学园中的其他15名学生必须面对被称为“侵校生”的敌人，保护防御目标。在玩家的回合，玩家可以使用有限的行动点（AP）在网格中移动并使用他们独特的能力。成功攻击会累计电压表（Voltage），每消耗100%的电压就可以给学生额外AP或让他们使用特殊能力。此外，学生可以在生命值低下时使用牺牲自己的“最后防御”。在学校范围内时，任何在战斗中阵亡的学生都可以在下一波时复活。完成战斗会获得战斗点（BP）。不参与战斗时，玩家可以享受自由活动时间，在此期间可以花时间与其他学生一起提高技能，或参加模拟训练赚取更多的BP，或在校外探索以获取材料。通过提高技能和获取材料，玩家可以增强学生的武器，使他们在战斗中更加强大。在游戏的不同时刻，玩家将被迫做出选择。据报道游戏包含100个结局。

## 剧情
澄野拓海和他的青梅竹马柏宫嘉琉亚在东京住宅区过着平凡日常的生活。有一天，突然出现了一群袭击他们的神秘生物。接着一个被称为“司令”（Sirei ）的生物出现在拓海面前，赋予他“我驱力”的能力，使他成功击退了神秘生物。
之后，澄野拓海和其他学生在一间教室醒来，司令再次出现要求他们加入“最终防卫学园”，在一百天内保卫学校免受被称为“侵校生”的生物的侵害，以拯救人类。众人并不相信司令的解释，而当司令打算透露更多信息后却神秘遇害。面对侵校生的来袭，澄野还是想办法说服了其他人出战。期间澄野拓海遇到了柏宫嘉琉亚，但对方却自称雾藤希，不认识柏宫嘉琉亚。在防卫活动中，众人了解到由于人类对地球的破坏活动导致了“世界死”的发生，侵校生就是地球意志想要毁灭人类的产物。而面对濒临毁灭的地球，人类已经移居到了外形酷似月球的人造天体上。最终，防卫队在损失了4名成员的情况下成功击败大将军维西涅斯。在最后几天，一行人发现了学校中心的圣婴，圣婴称他的任务是用一百天的时间积累不灭之火，然后发动全面攻击将这个星球烧毁殆尽。此时苍月卫人突然杀死了圣婴并吸收了它的异血，他坦白自己是叛徒，并称真相并非他们所得知的那样。防卫队最终击败了苍月卫人，但由于圣婴死亡任务以失败告终。而吸收了苍月卫人和圣婴异血的澄野无意中获得了回到过去的能力，于是决心改变历史创造更美好的未来。
在回到第二天后，澄野成功阻止了苍月卫人对司令的刺杀，但是发现由于对历史的干涉，未来总会和他过去经历的有所偏差。并且在一些时间线里，还会走向更加糟糕的结局。在不断反复尝试的过程中，一行人发现原本的地球已经毁灭，人类已全部移居到人造天体上，并通过超光速旅行到了另一个类地球行星弗特卢姆（KXK-787）上，人类和当地的原住民爆发了冲突，由于原住民中部分人拥有异血之力，人类始终未能攻占星球实现移民。之后，弗特卢姆星球上诞生了一个拥有极强异血之力的婴儿，人类通过夺取婴儿开发出了同样能够使用异血之力的人造人，他们被植入了虚假的记忆以作为战争工具使用。
在打败维西涅斯后，得知真相的一行人希望阻止大屠杀的发生，最终虽然阻止了全方位攻击但全部阵亡，只有雾藤希生还和当地文明建立了联系。在其他时间线中，澄野拓海和同样是时空跳跃者的雫原比留子一起寻找全员生还的结局，在打败维西涅斯后引爆了防卫学园的自毁装置阻止了全方位攻击，最后全员回到了人造天体。

## 主要人物
澄野拓海
声 - 木村太飛
厄师寺猛丸
声 - 小林親弘
雫原比留子
声 - 井上麻里奈
饴宫怠美
声 - 菲鲁兹·蓝
苍月卫人
声 - 櫻井孝宏
川奈翼
声 - 佐倉綾音
丸子乐
声 - 小野賢章
九十九今马
声 - 緒方恵美
九十九过子
声 - 伊藤梨花子
银崎晶马
声 - 堀江瞬
雾藤希/柏宫嘉琉亚
声 - 黑泽朋世
大铃木梦罗
声 - 小倉唯
凶鸟狂死香
声 - 白石晴香
面影歪
声 - 浪川大輔
丧白萌子
声 - 井上喜久子
司令（SIREI）
声 - 大塚芳忠
二号（NIGOU）
声 - 大谷育江

## 评价
| 汇总媒体   | 得分                    |
| ---------- | ----------------------- |
| Metacritic | 85/100 (NS) 86/100 (PC) |

| 媒体           | 得分   |
| -------------- | ------ |
| Nintendo Life  | 9/10   |
| 任天堂世界报道 | 9.5/10 |
| Fami通         | 35/40  |

根据评论汇总网站Metacritic的统计，《百日战纪》获得了积极的评价。